# Dance or Die
Dance or Die — музыкальная группа, которую образовали Wagner (Gary Wagner) и A.N.G.O. (Andreas Goldacker) в 1989 году.

## История
Dance or Die выпустили свой первый мини-альбом на берлинском лейбле Machinery, продолжая сотрудничать с ним до его закрытия. В 1997 году они подписали контракт с Polydor для альбома Dehumanizer, но оказалось их звук не соответствовал критерям звука Polydor. Через некоторое время группа стала сотрудничать с SPV GmbH и выступила на фестивале Wave-Gotik-Treffen.

## Музыка
Dance or Die имеет большую популярность в странах Центральной и Северной Европы. Холодное техно звучание вместе с глубоким голосом вокалиста Вагнера формирует совершенную платформу для тематической кибер-лирики о жизни в веке машин. Названия альбомов соответствует концепции: 3001 — будущее, Psychoburbia — психоз, Schlafende Energie (буквально: энергия бездействия). В данный момент Dance or Die записывают новый альбом.

## Интересные факты
- Для некоторых американских лейблов Dance or Die были переименованы в Do Or Die своим лейблом Machinery.
- В средствах массовых информации Dance or Die часто называют Clan of Nihil.

## Состав
- Wagner — лирика, вокал
- A.N.G.O. — музыка
- Falgalas — клавишные, бэк-вокал
- Cris L. — клавишные, бэк-вокал

## Дискография

### Альбомы
| Название           | Релиз | Лейбл              |
| 3001               | 1991  | Machinery          |
| Psychoburbia       | 1992  | Machinery          |
| Everspring         | 1995  | Machinery          |
| Dehumanizer        | 1998  | What’s UP?!        |
| Schlafende Energie | 2001  | Synthetic Symphony |
| Nostradamnation    | 2011  | Out Of Line        |

### Синглы и EP
| Название      | Релиз | Лейбл       |
| Dance Or Die  | 1990  | Machinery   |
| Fire          | 1991  | Machinery   |
| Time Zero     | 1994  | Machinery   |
| Minute Man    | 1995  | Machinery   |
| Relationshit  | 1997  | Polydor     |
| Teenagemakeup | 1997  | What’s UP?! |